# 霍莫羅德鄉 (布拉索夫縣)

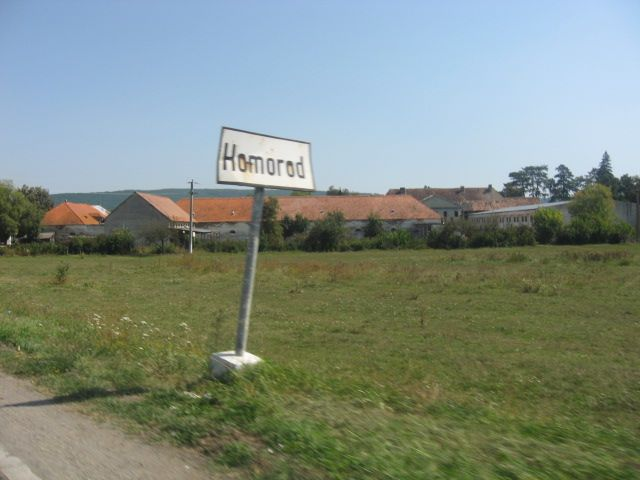

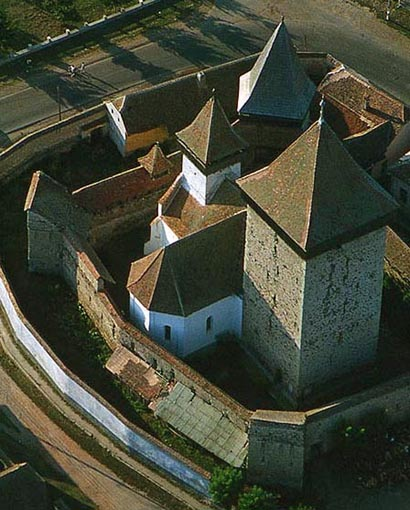

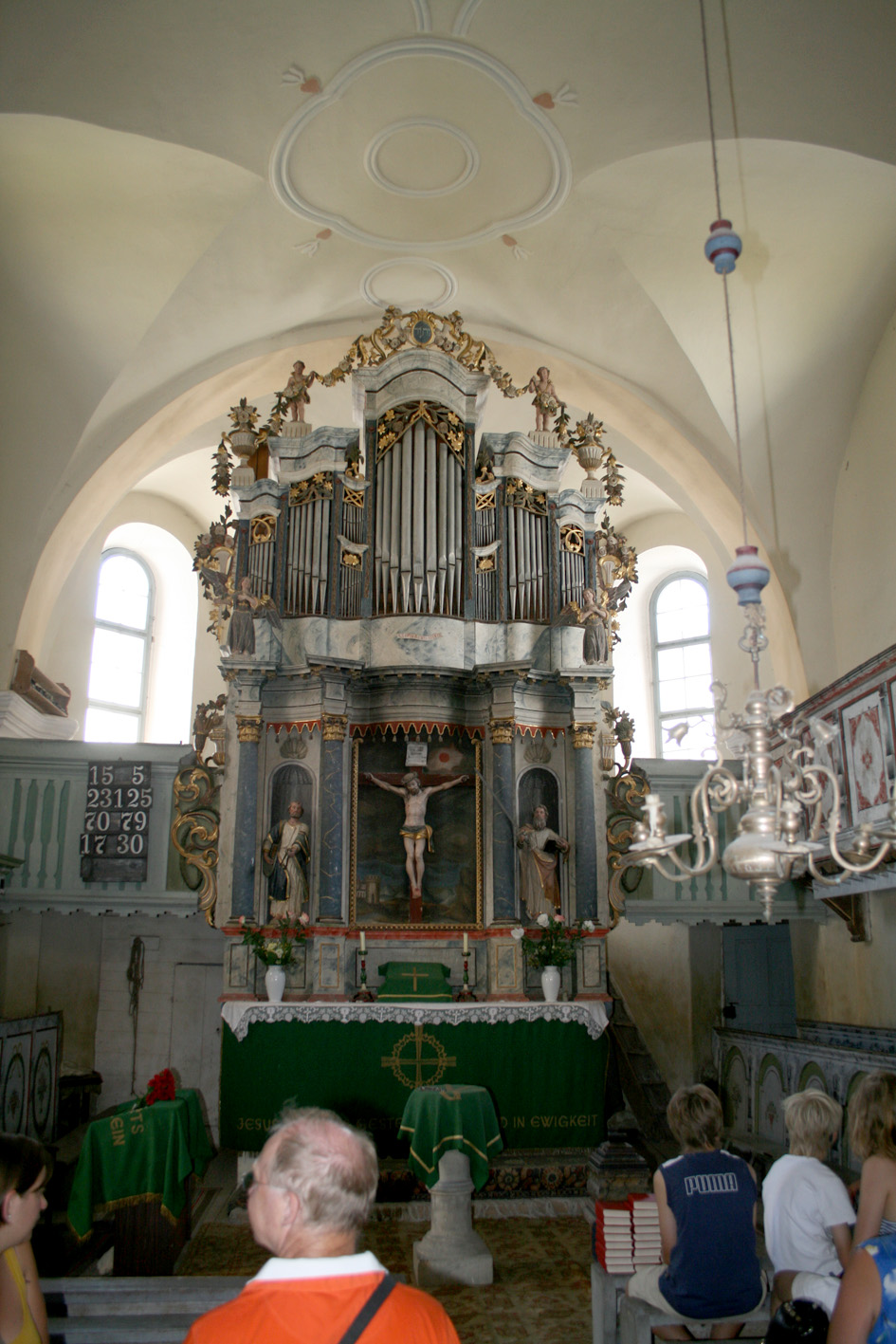

46°02′30″N 25°17′03″E / 46.04167°N 25.28417°E
霍莫羅德鄉（羅馬尼亞語：Comuna Homorod, Brașov），是羅馬尼亞的鄉份，位於該國中部，由布拉索夫縣負責管轄，面積118平方公里，海拔高度474米，2007年人口2,304，人口密度每平方公里19人。